# Баттотай

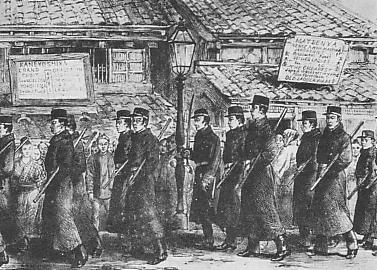
Баттотай

Баттотай (яп. 抜刀隊, Батто:тай, «загін з оголеними мечами») — спеціальний загін поліції, сформований в Японії урядом Мейдзі у 1877 році під час південно-західної війни Сайго Такаморі. Загін був озброєний японськими мечами. Члени Баттотая перемогли над повстанцями під час битви за гору Табарудзака. Їхній успіх в бою на мечах привів до відродження інтересу до мистецтва кендзюцу, забутому після реставрації Мейдзиі, і, як наслідок, до формування сучасної дисципліни кендо.

## Історія
У ході багатоденної облоги урядовими військами гори Табарудзака, де зміцнилися повстанці Сайго Такаморі, з'ясувалося, що війська зазнають великої шкоди від атак бунтівників у ближньому бою. Це було пов'язано з тим, що більшу частину урядових сил становив набраний на заклик «простий люд», селяни та городяни, які ніколи не вчилися битися мечем  . У бою на мечах із самураями Сайго вони незмінно гинули. Щоб змінити ситуацію, поліцейське командування, серед якого було багато осіб самурайського походження, звернулися до армійського командувача Ямагата Арітомо з пропозицією набрати окремий загін зі здібних фехтувальників. Ямагата дав дозвіл, і такий загін із сотні людей був набраний  .
14 березня 1877 року Баттотай за наказом командування атакував гору Табарудзака. Після двох днів битви з сацумськими повстанцями загін зазнав важких втрат: 25 убитих та 54 поранених  . Незважаючи на те, що меч наприкінці 19 століття вважався давно застарілою зброєю, Баттотай відродив серед японців інтерес до кендзюца, від якого відмовилися після поразки сьогуната  . Найбільшим прихильником відродження кендзюцу виявився «батько японської поліції» Кавадзі Тосіосі  . Він опублікував роботу «Питання про відновлення фехтування» (яп. 撃剣再興論) , і в 1879 році поліцейське управління почало наймати інструкторів для навчання своїх співробітників фехтуванню.